# Яківське
Я́ківське (угор. Jakivszke)— село в Україні, в Мукачівському районі Закарпатської області. Входить до складу Полянської сільської громади.

## Географія
Село розташоване на лівому березі річки Велика Пиня, права притока Пині.

## Історія
Яківське, за переказами, заснували переселенці зі словацької Ізвор-Гути, які тут працювали на заготівлі лісу. Лісоруби побудували собі тимчасове житло, а потім завели господарство, перевезли сюди сім'ї. Старожили твердять, що ще у 30-их роках минулого століття вимова яківчан нічим не відрізнялася від словацького говору жителів Гути. Та і народна назва Яківського — «Чехи» — підтверджує це.
Стосовно назви села ходять також перекази, що ніби жив тут колись дяк, і після цього село стали називати Дяківським, а з часом Яківським. Це народне пояснення до певної міри знаходить своє підтвердження у праці А.Петрова «Карпаторуські місцеві назви» (1929 рік): «Павлово; Осада: Дякуский, урочище — Пожарниця, Ясиня, Межиростока, Штимовка, Бзова, Квасова». Назви урочищ збереглися до нашого часу. Під осадою автор, видно, мав на увазі присілок (ще у радянські часи Яківське називають хутором). Але звернемо знову увагу на дату першої згадки –1896 рік. Яківське зафіксовано як Jaküvskoje. Ніякого приставного «D» немає. Можливо, село походить від антропоніма Яків — імені одного з перших поселенців цієї місцевості.
Відомо, що у 30-х роках на березі потічка, що біжить через Яківське, була школа, де навчав дітей один вчитель. Приміщення школи не належало державі, а орендувалось. Як ми вже згадували, теперішня школа була відкрита лише у 80-х роках ХХ століття у приміщені колишнього лісництва.
Взаємодопомога, патріархальний устрій допомагали жителям Яківського вижити у важкі часи безробіття і голоду.
На початку 1950 року у Павлові був заснований колгосп ім. Ворошилова. Проіснувала артіль під цією назвою до вересня 1950 року, після чого влився у плосківський колгосп ім. 70 — річчя Сталіна: «…для швидкого побудування комунізму та побудови сильного колгоспу…».
Функціонує греко-католицька церква на честь святих апостолів Петра і Павла 
РЕЛІГІЙНА ГРОМАДА УКРАЇНСЬКОЇ ПРАВОСЛАВНОЇ ЦЕРКВИ СВЯТО - ПЕТРО - ПАВЛІВСЬКОЇ ЦЕРКВИ

## Туристичні місця
- мінеральне джерело

## Населення
Згідно з переписом УРСР 1989 року чисельність наявного населення села становила 268 осіб, з яких 132 чоловіки та 136 жінок.
За переписом населення України 2001 року в селі мешкало 335 осіб. 100 % населення вказало своєю рідною мовою українську мову.